# Скалон Олександр Васильович (художник)
Олександр Васильович Скалон (рос. Скалон Александр Васильевич; 1874—1942) — російський та радянський художник і громадський діяч. Член ЛСРХ.

## Біографія
Народився в 1874 році. Син Василя Юрійовича Скалона — громадського діяча та публіциста.
Учень Імператорської академії мистецтв із 1894 по 1902 роки. 1 листопада 1902 року йому було присвоєно звання художника за картину «У селі».
Експонент ряду виставок, у тому числі й ТПХВ. Брав участь у виставках у залах Імператорської академії мистецтв, був активним учасником Товариства взаємної допомоги російських художників і Російського художньо-промислового товариства в Санкт-Петербурзі.
У 1920-х роках був співробітником Тверської губернської колегії у справах музеїв.
Помер у 1942 році в блокадному Ленінграді.
Скалон товаришував із Миколою Реріхом, збереглося їх листування.

## Роботи
Роботи художника є в Державному Російському музеї.